# Hedyosmum
Hedyosmum, biljni rod iz porodice hlorantusovki. Sastoji se od 45 vrsta drveća i grmova rasprostranjenih po južnoj Amedrici i svega jedna vrsta u tropskoj Aziji (H. orientale)

## Vrste
1. Hedyosmum angustifolium (Ruiz & Pav.) Solms
2. Hedyosmum anisodorum Todzia
3. Hedyosmum arborescens Sw.
4. Hedyosmum bonplandianum Kunth
5. Hedyosmum brasiliense Mart.
6. Hedyosmum brenesii Standl.
7. Hedyosmum burgerianum D'Arcy & Liesner
8. Hedyosmum colombianum Cuatrec.
9. Hedyosmum correanum D'Arcy & Liesner
10. Hedyosmum costaricense C.E.Wood ex W.C.Burger
11. Hedyosmum crenatum Occhioni
12. Hedyosmum cuatrecazanum Occhioni
13. Hedyosmum cumbalense H.Karst.
14. Hedyosmum dombeyanum Solms
15. Hedyosmum domingense Urb.
16. Hedyosmum gentryi D'Arcy & Liesner
17. Hedyosmum goudotianum Solms
18. Hedyosmum grisebachii Solms
19. Hedyosmum guaramacalense S.M.Niño & Dorr
20. Hedyosmum huascari J.F.Macbr.
21. Hedyosmum intermedium Todzia
22. Hedyosmum lechleri Solms
23. Hedyosmum luteynii Todzia
24. Hedyosmum maximum (Kuntze) K.Schum.
25. Hedyosmum mexicanum C.Cordem.
26. Hedyosmum narinoense Todzia
27. Hedyosmum neblinae Todzia
28. Hedyosmum nutans Sw.
29. Hedyosmum orientale Merr. & Chun
30. Hedyosmum parvifolium Cordem. ex Baill.
31. Hedyosmum peruvianum Todzia
32. Hedyosmum pseudoandromeda Solms
33. Hedyosmum pungens Todzia
34. Hedyosmum purpurascens Todzia
35. Hedyosmum racemosum (Ruiz & Pav.) G.Don
36. Hedyosmum scaberrimum Standl.
37. Hedyosmum scabrum (Ruiz & Pav.) Solms
38. Hedyosmum spectabile Todzia
39. Hedyosmum sprucei Solms
40. Hedyosmum steinii Todzia
41. Hedyosmum strigosum Todzia
42. Hedyosmum subintegrum Urb.
43. Hedyosmum tepuiense Todzia
44. Hedyosmum translucidum Cuatrec.
45. Hedyosmum uniflorum Todzia